# Cergy-Pontoise
Pour les articles homonymes, voir Pontoise (homonymie).
Cergy-Pontoise est une ville nouvelle française construite à partir des années 1970 autour des communes de Cergy et Pontoise, dans le nord-ouest de la région Île-de-France. Le syndicat intercommunal créé pour la ville nouvelle a donné naissance à l'actuelle communauté d'agglomération de Cergy-Pontoise. Ses habitants sont appelés les Cergy-Pontains.

## Situation
Le site fut choisi pour le caractère exceptionnel et singulier du paysage : la ville nouvelle s'est en effet formée autour de l'amphithéâtre de la boucle de l'Oise. Ce site permettait de constituer une « ville-paysage » autour de la boucle de la rivière qui deviendrait son emblème. Il permettait en outre une organisation urbaine originale en fer-à-cheval : la forme apporterait une unité politique et administrative.

## Histoire

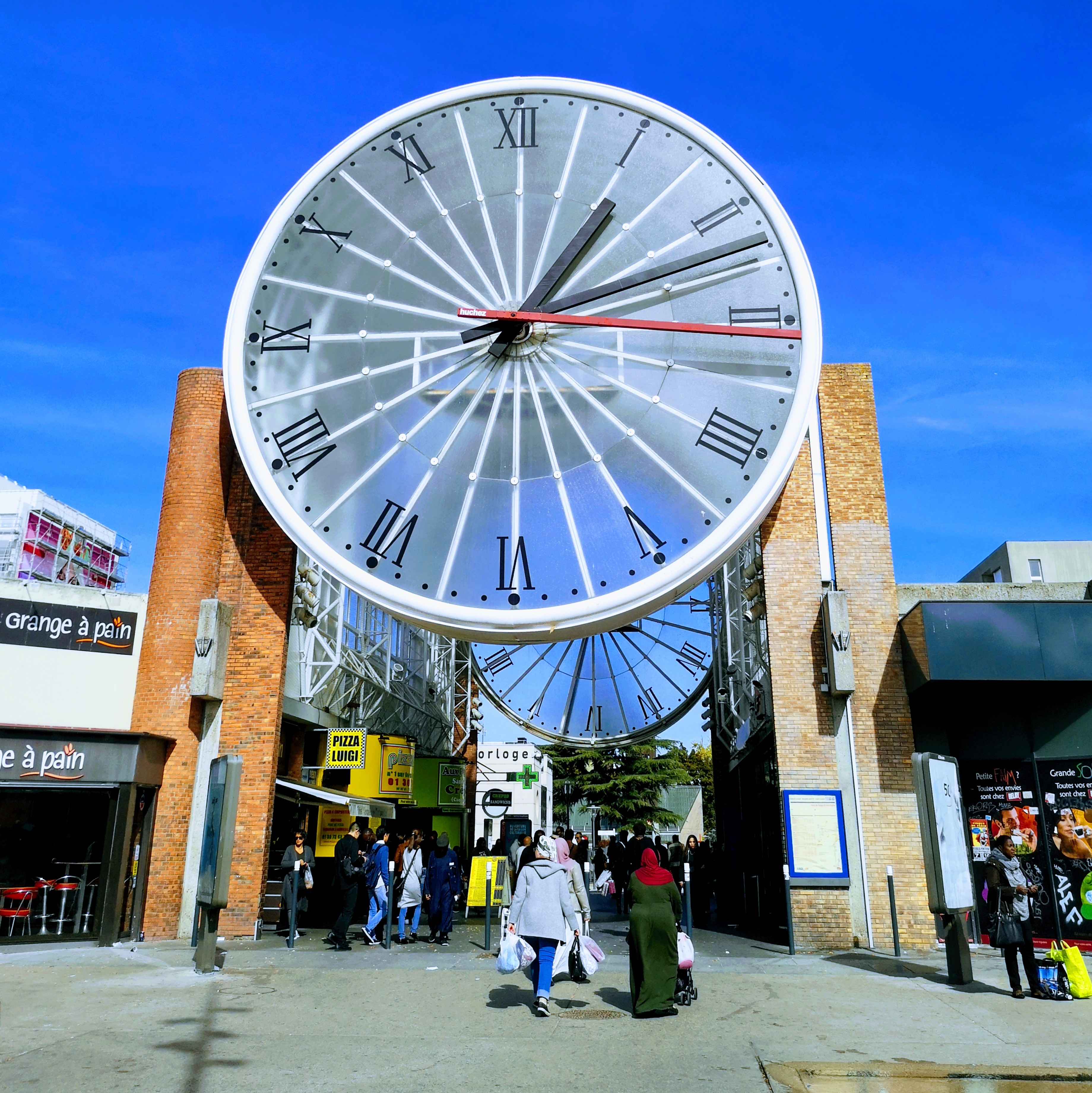
La place de l'Horloge, gare de Cergy Saint-Christophe.

Dans les années 1960, pour faire face au développement rapide de l'agglomération parisienne, on décida de la maîtriser et de l'équilibrer en créant plusieurs villes nouvelles autour de Paris. 
La mise au point du premier Schéma Directeur d’Aménagement et d’Urbanisme (SDAU) a été confiée à Paul Delouvrier, Délégué général au District de la Région de Paris de 1961 à 1969, qui a été à ce titre considéré comme le père des villes nouvelles en France.
Au nord-ouest de Paris, le choix se porta sur les environs de Pontoise dans une boucle de l'Oise. La ville ancienne devait s'intégrer dans un ensemble beaucoup plus vaste, dont le centre serait à Cergy, qui n'était alors qu'un village. Décidée dès 1965, l'implantation de la ville nouvelle se fera en plusieurs étapes, la cité-jardin de Tapiola en Finlande servant d'exemple:
Le 16 avril 1969 l'Établissement public d'aménagement (EPA) est créé. 
En 1970 la préfecture du Val-d'Oise, en forme de pyramide inversée dessiné par Henry Bernard est ouverte. C'est le premier bâtiment de la ville nouvelle qui annonce le développement du quartier de la préfecture.
En 1971 le Syndicat communautaire d'aménagement (SCA) est créé. En juillet, un projet de liaison par aérotrain entre la ville nouvelle de Cergy-Pontoise et le quartier d'affaires de la Défense dans les Hauts-de-Seine est dévoilé. Chaque rame doit transporter 160 passagers à 200 km/h.
Le 11 août 1972 marque la création officielle de la ville nouvelle de Cergy-Pontoise, comptant quinze communes (les douze communes présentes entre 2005 et 2012, plus Boissy-l'Aillerie, Méry-sur-Oise et Pierrelaye).
Le 17 juillet 1974, l’État revient sur sa décision : le projet d'Aérotrain Cergy-La Défense est abandonné.
En 1983, la loi Rocard modifie le statut des villes nouvelles.
En 1984, le Syndicat d'agglomération nouvelle (SAN) remplace le SCA. Quatre communes quittent la structure (Boisemont, Boissy-l'Aillerie, Méry-sur-Oise et Pierrelaye).
Le 31 décembre 2002 à la suite de l'achèvement de la ville nouvelle, l'EPA est dissous en raison de la fin de sa mission.
Le 1er janvier 2004 a lieu la transformation du SAN en la communauté d'agglomération de Cergy-Pontoise (nouvelle identification Cergy Pontoise Énergies Ouest)[Quoi ?]
Caractéristique odonymique de la ville nouvelle : afin de garantir une certaine neutralité politique à la ville, et de marquer sa nouveauté, certains quartiers, en particulier celui de Cergy-le-Haut, présentent des ensembles de rues aux noms anhistoriques, choisis par les élèves des collèges de la ville. L'on peut ainsi rencontrer le chemin de la Surprise, l'avenue du Centaure, le passage des Neiges-d'antan ou bien la rue du Passeur-d'étoiles.

## Urbanisme et architecture

### Formes urbaines

#### Modernisme et style international (années 1970)

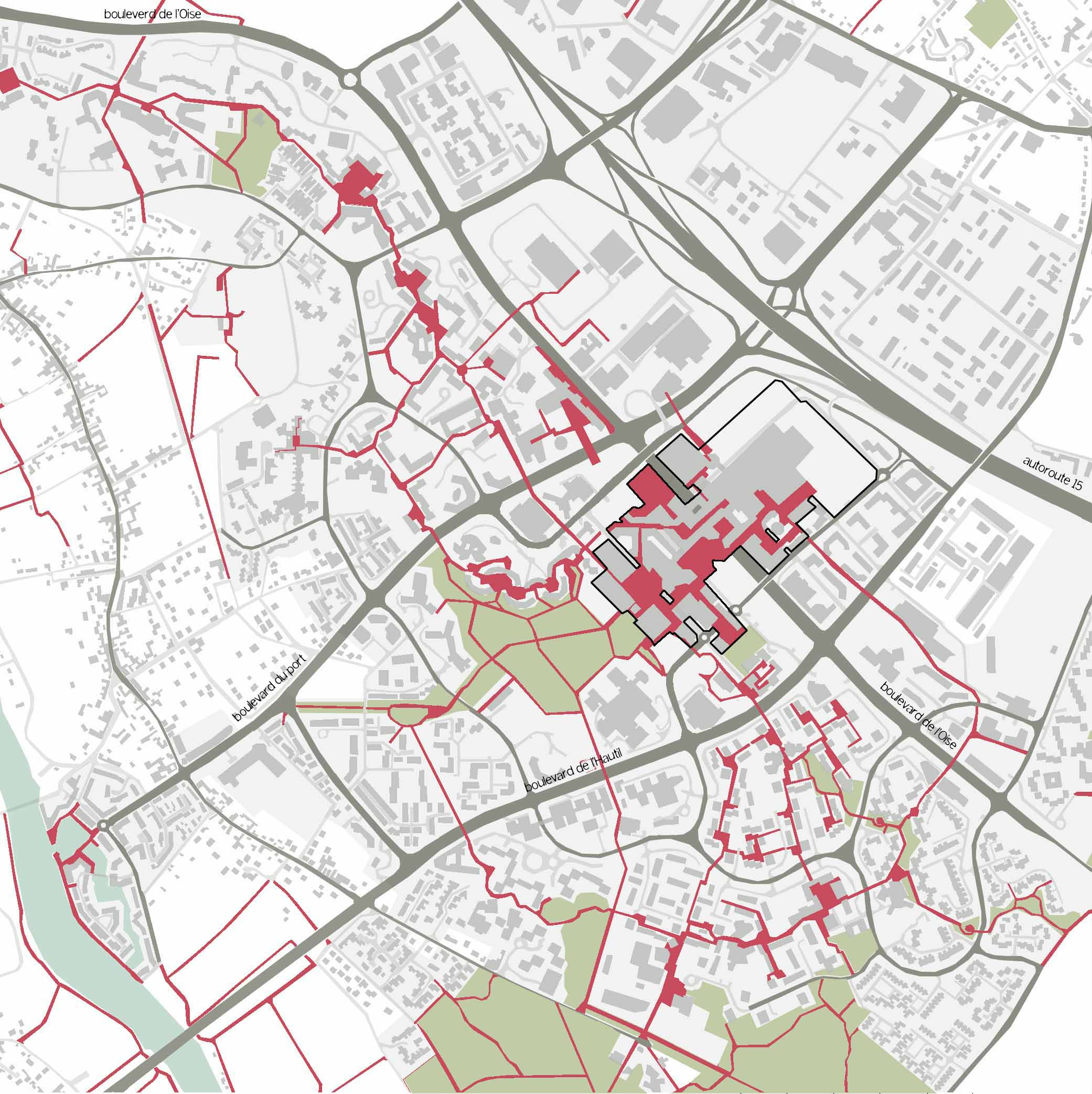
Cergy-Préfecture : réseaux piétonniers.

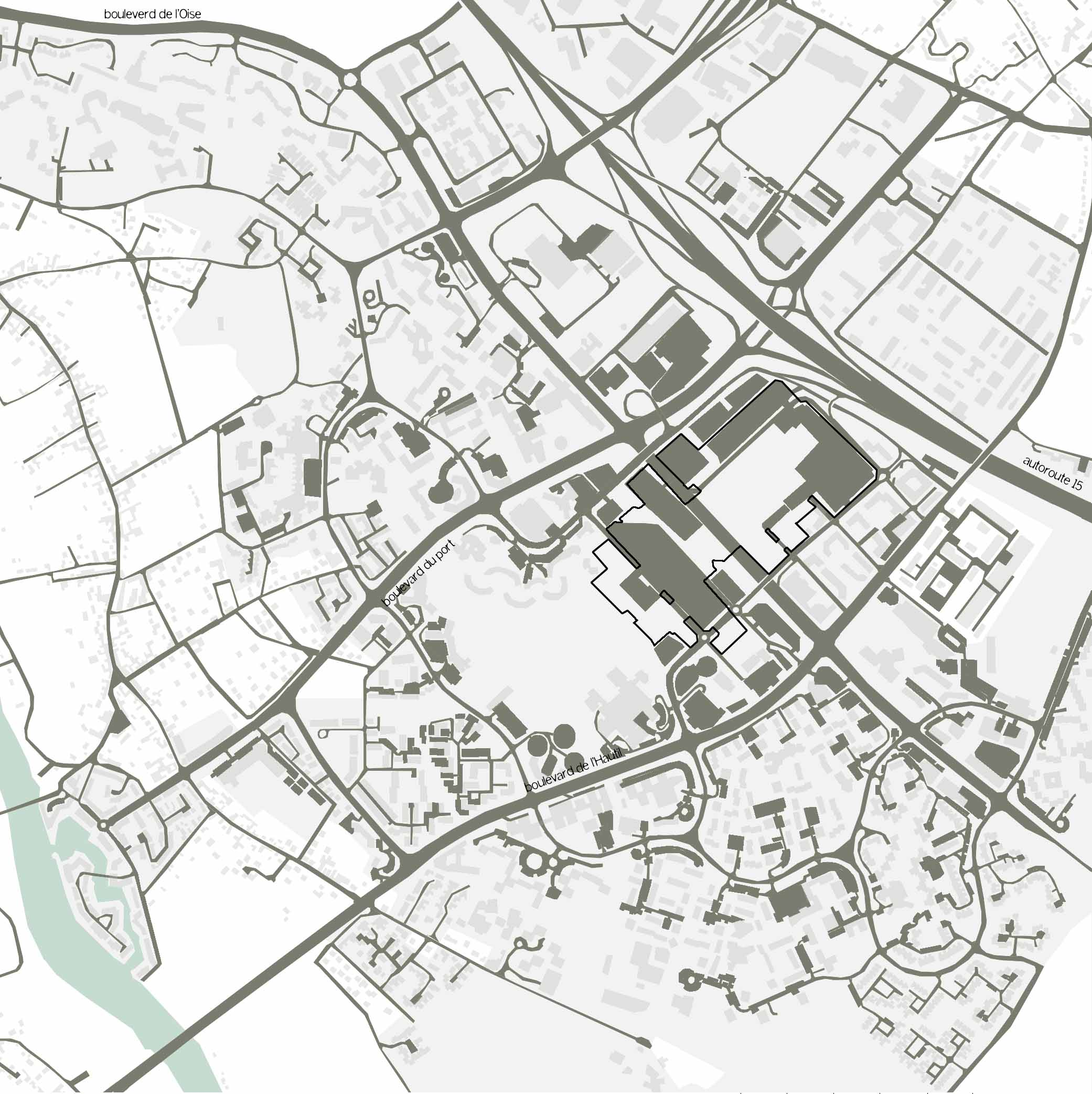
Cergy-Préfecture : réseaux routiers.

L’urbanisme des premières années de la ville-nouvelle repose sur deux concepts : la maille et la dalle.
La maille : chaque quartier devait être découpé en îlots de six cents logements, chacun étant desservi par une école maternelle et une école élémentaire. Un collège devait desservir plusieurs îlots, soit deux mille logements environ.
La volonté de préserver les écoliers conduisit à rejeter les circulations automobiles en périphérie de l’îlot constituant ainsi une maille. L’école étant située au centre de l’îlot piétonnier "protégé", les enfants pouvaient aller à l'école à pied sans croiser le trafic motorisé. 
Pour éviter l’isolement des îlots, on rechercha la continuité des allées piétonnières grâce à des passerelles et on constitua ainsi un réseau maillé à travers toute la ville et indépendant des circulations automobiles.
Le centre-ville à proprement parler devait cumuler les fonctions et services d'un chef-lieu de département et d'un centre-ville : administrations, commerces, bureaux, établissements universitaires. On retrouve ici aussi le principe de ségrégation des différents modes de circulation mais sous une forme différente : la dalle.

### Architecture

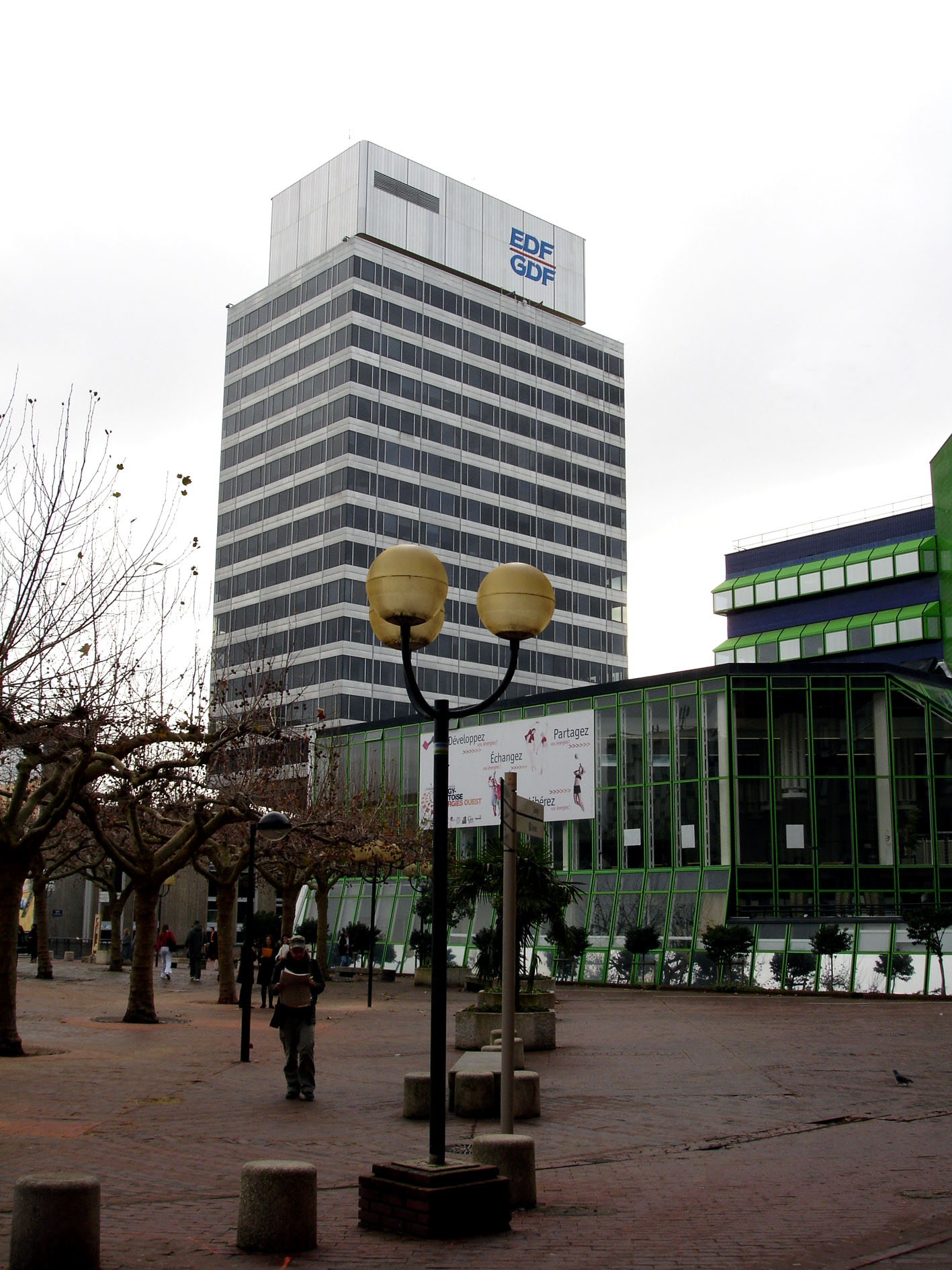
La tour EDF et l'hôtel d'agglomération.

Le premier bâtiment de la ville nouvelle, l'hôtel de préfecture du Val-d'Oise, a été conçu par Henry Bernard, l'architecte de la Maison de Radio France à Paris. Sa forme de pyramide inversée s'inspire du Palais du Gouverneur de Chandigarh dessiné par Le Corbusier et du City Hall de Boston.
L'Axe majeur, symbole architectural de la ville nouvelle, est une œuvre monumentale de 3 km de long conçue par l'artiste Dani Karavan. 
Inscrit dans le site de la boucle de l'Oise, ce projet urbain comporte 12 stations : la Place des colonnes-Hubert Renaud, place semi-circulaire délimitée par le bâtiment de Ricardo Bofill. En son centre se trouve la tour Belvédère : haute de 36 m, elle est l'origine d'un rayon laser vert marquant l'Axe majeur. Viennent ensuite le Jardin des Impressionnistes, l'Esplanade de Paris, dont le pavage provient du Louvre. Sur cette esplanade, se situent les douze Colonnes. En descendant vers l'Oise, on trouve ensuite le jardin des Droits de l'homme, l'Amphithéâtre, la Scène, la Passerelle, l'Ile Astronomique, la Pyramide et la Carrefour de Ham.
Réalisé en plusieurs étapes depuis les années 80, les dernières stations (amphithéâtre, scène et passerelle) sont en cours d'achèvement.
Dans la ville nouvelle se sont construits de nombreux bâtiments : tour 3M (1976), tour EDF-GDF (1974), établissements d'enseignement et administratifs.

## Filmographie
Plusieurs sites de la ville ont servi de décor :
- I… comme Icare de Henri Verneuil en 1979 (Scène du coup de feu situé devant l’ESSEC, qui est parti de la tour EDF. Tournage également dans le quartier de la préfecture.
- L'Ami de mon amie d'Eric Rohmer en 1987
- La Naissance des pieuvres de Céline Sciamma en 2007 (piscine municipale de Cergy-Pontoise)